# Hárs (település)
Hárs (ukránul: Липовець), település Ukrajnában, Kárpátalján, az Ungvári járásban.

## Fekvése
Perecsenytől északkeletre, Kisturjaszög északkeleti szomszédjában fekvő zsákfalu.

## Története
1910-ben 238 lakosából 4 német, 234 ruszin volt. Ebből 234 görögkatolikus, 4 izraelita volt. A trianoni békeszerződés előtt Ung vármegye Perecsenyi járásához tartozott.